# سانسکی موست
سانسکی موست (بوسنیایی: Sanski Most) یک منطقهٔ مسکونی در بوسنی و هرزگوین است که در حاشیه رود سانا واقع شده‌است. سانسکی موست ۷۸۱ کیلومتر مربع مساحت و ۵۰٫۴۲۱ نفر جمعیت دارد.

## نگارخانه

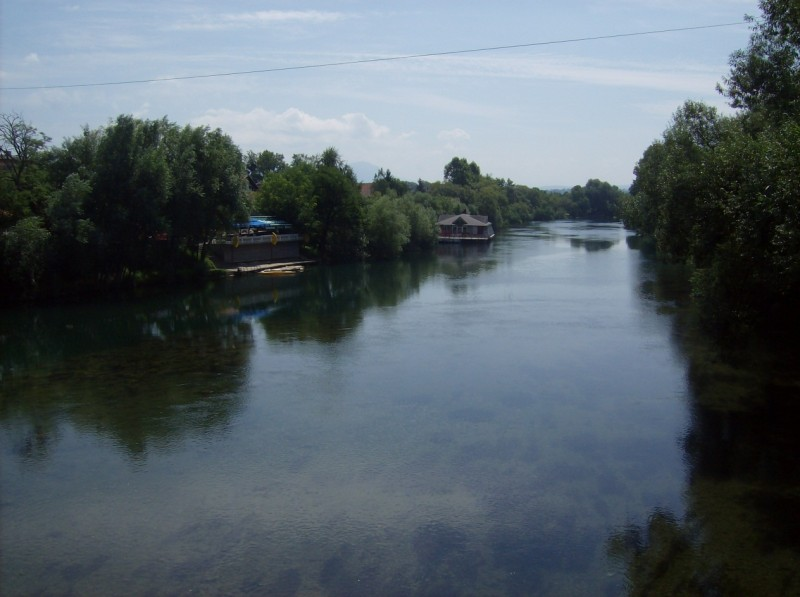
Sana river
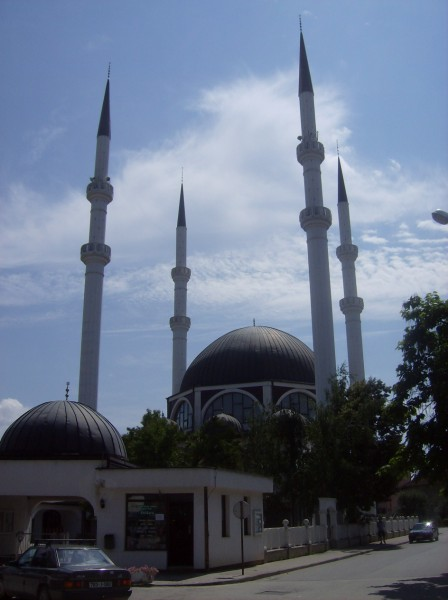
Hamzibey's mosque
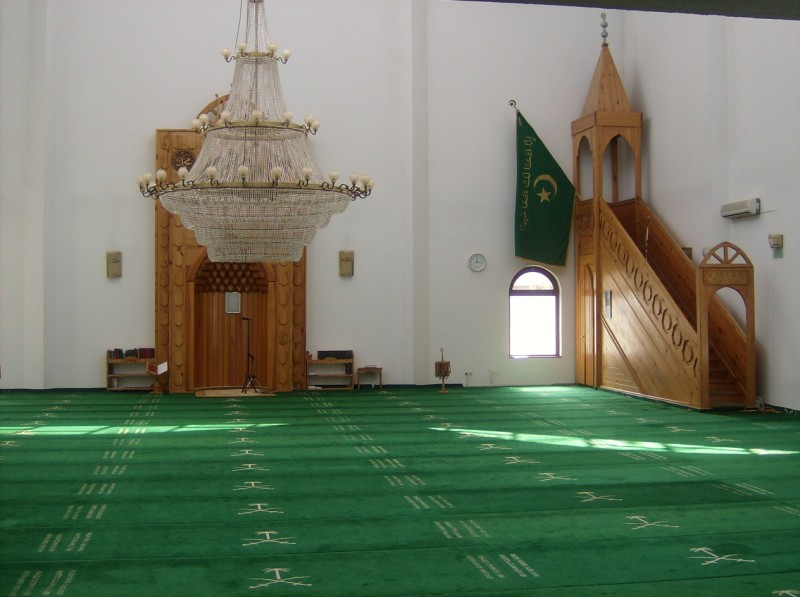
Hamzibey's mosque
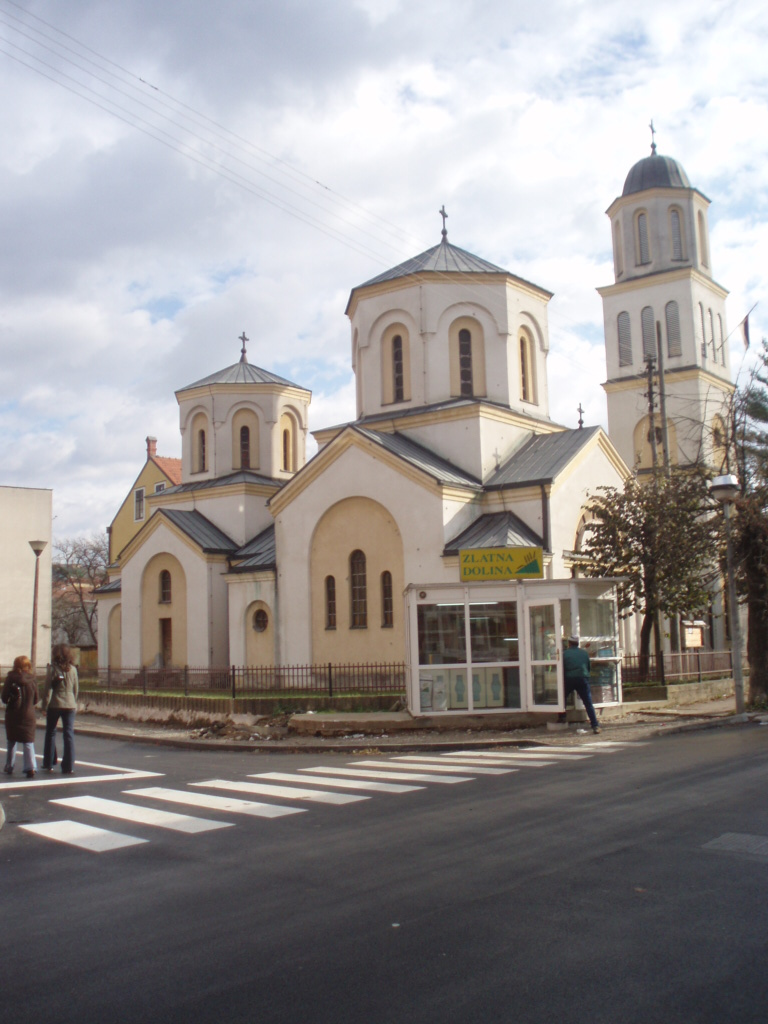
Orthodox church
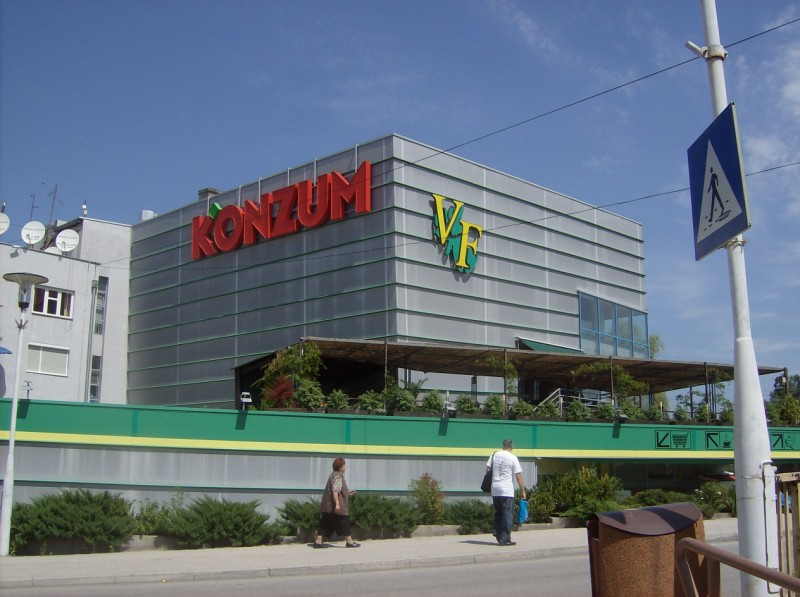
Supermarket Konzum